# Legio I Iovia
I Легион „посветен на Юпитер“ (Legio I Iovia) e римски легион, създаден в началото на управлението на император Диоклециан (284-305). Получава името на бога Юпитер.
Създаден e към края на 3 век заедно с Legio II Herculia за защита на новообразуваната провинция Малка Скития.
Стациониран e на устието на Дунав в Новиодунум в Долна Мизия в Добруджа. Според Notitia dignitatum (списъци на длъжностите от началото на 5 век) легионът e на Дунав и през началото на 5 век. Вероятно съществува и през Византийската империя.